# Cantagiro 1963
I partecipanti erano suddivisi in due gironi: i Big nel girone A e i Giovani nel girone B (tra questi vi furono alcuni, come Michele, che riscossero un ottimo riscontro di vendite e un buon successo di pubblico). 
Vinse Peppino Di Capri con la canzone Non ti credo, di cui era anche coautore. Ma in questa edizione i successi commerciali arrisero più che altro ad altri due brani che divennero le colonne sonore dell'estate: il primo fu Sapore di sale scritto e cantato da Gino Paoli; il secondo fu invece I Watussi musicato e cantato da Edoardo Vianello.

## Elenco delle canzoni

### Girone A
1. Peppino Di Capri - Non ti credo
2. Little Tony - Se insieme ad un altro ti vedrò
3. Gino Paoli - Sapore di sale
4. Donatella Moretti - Cosa fai dei miei vent'anni
5. Nico Fidenco - Se mi perderai
6. Luciano Tajoli - Basta che tu sia qui
7. Giacomo Rondinella - Canto all'amore
8. Nunzio Gallo - Non era per sempre

- Annamaria - Il bene o il male
- Bruna Lelli - Verrai verrai verrai
- Carmen Villani - Io sono così
- Edoardo Vianello - I Watussi
- Lando Fiorini - La tua bocca stasera

### Girone B
1. Michele - Se mi vuoi lasciare
2. Isabella Iannetti - Ti hanno visto domenica sera
3. (ex aequo) Fantanicchio e i suoi Eta Beta 119 - Un pagliaccio simpatico e Giancarlo Silvi - Non so più
4. Franca Alinti - La scuola è finita
5. Roberto Davini - Diamoci del tu
6. Tullia Murro - Io credo
7. Mike Fusaro - Non mi scocciare

- Gisella Ferrini - An-ghin-gò
- Jean Luk - Saraghina Twist
- Vira Vocia - Se mi vuoi
- Walter Romano - Come volevi tu